# NGC 5238/2
NGC 5238/2 је спирална галаксија у сазвежђу Ловачки пси која се налази на NGC листи објеката дубоког неба.
Деклинација објекта је + 51° 36' 34" а ректасцензија 13h 34m 43,6s. Привидна величина (магнитуда) објекта NGC 5238 износи 14,3 а фотографска магнитуда 15,0. NGC 52382 је још познат и под ознакама UGC 8565, MCG 9-22-82, CGCG 271-52, KCPG 384B, MK 1479, VV 828, 1ZW 64, PGC 47853.